# 野原可歩
野原 可歩（のはら かほ、1997年4月10日 - ）は、埼玉県出身の子役。オフィスキリンジ所属。主にテレビドラマに多数出演。

## 出演

### テレビドラマ
- 日曜劇場
  - 「Mの悲劇」（2005年1月 - 3月、TBS）
  - 「いま、会いにゆきます」（2005年7月 - 9月、TBS）
- 水曜ミステリー9「新米事件記者・杜乃三咲の事件簿」（2005年5月11日、テレビ東京） - 杜野美咲の幼少時代
- 野ブタ。をプロデュース（2005年10月 - 12月、日本テレビ） - クエスチョンキッズ
- 劇団演技者。「レプリカ」（2006年4月 - 2006年5月、フジテレビ）
- 愛の迷宮（2007年10月、東海テレビ・フジテレビ） - 杉本香織
- 水曜プレミア（いずれも放送日不明、TBS）
  - 「医療少年院物語」
  - 「オムニバスホラー大生首」
- 金曜エンタテイメント「熱血シングル・ファーザー」（フジテレビ）

### バラエティ
- えいごでしゃべらないとJr.（2007年、NHKテレビ） - えいごキッズ
- 行列のできる法律相談所（日本テレビ） - 再現VTR

### CM
- AEON「ランドセル」
- 日清食品「日新ミニカップ・兄妹チキンラーメン編」
- パナソニック「3CCDデジカム」あれから半年・桜の入学式編

### スチール
- 伊藤忠商事
- KAGOME「野菜生活」
- KDDI（2007年）
- OIOI